# Marko Janković
Pour les articles homonymes, voir Janković.
Marko Janković (en cyrillique : Марко Јанковић), né le 9 juillet 1995 à Cetinje en Yougoslavie, aujourd'hui au Monténégro, est un footballeur international monténégrin, qui évolue au poste de milieu offensif à Qarabağ FK.

## Biographie

### Carrière en club
Né à Cetinje en Yougoslavie, Marko Janković rejoint l'équipe des jeunes du FK Partizan Belgrade en 2002. Lors de la saison 2012-2013, il est prête en Prva Liga Srbija, au club affilié du Partizan au FK Teleoptik.
Le 9 juillet 2013, il signe un contrat de quatre ans avec l'Olympiakos,. Lors de sa première saison, il dispute seulement six rencontres en UEFA Youth League avec l'équipe de moins de 19 ans. En juillet 2014, il est prêté à l'OFK Belgrade en SuperLiga Srbije. Il fait ses débuts en SuperLiga en tant que remplaçant, lors de la troisième journée contre le FK Novi Pazar et marque le troisième but de son équipe lors d'une victoire de 3-2.
Le 31 août 2015, il rejoint le NK Maribor pour un prêt d'un an. Il fait ses débuts pour Maribor le 23 septembre lors d'un match nul 1-1 contre NK Domžale. Lors de ce match, il entre à la 62e minute de la rencontre, à la place de Dare Vršič. Le 25 mai 2016, il remporte la coupe de Slovénie, en jouant les 120 minutes de la rencontre contre le NK Celje.
Le 15 juin 2016, il est prêté au FK Partizan avec une option d'achat. Il fait ses débuts pour le club le 14 juillet, lors du deuxième tour de qualification de la Ligue Europa contre le Zagłębie Lubin. Le 6 novembre, il marque son premier but pour Partizan contre le FK Novi Pazar lors d'une victoire 4-0. Le 10 février 2017, le club lève l'option d'achat et il s'engage avec le FK Partizan jusqu'en 2021.

### Carrière internationale
Marko Janković compte 11 sélections avec l'équipe du Monténégro depuis 2016 ,.
Il est convoqué pour la première fois en équipe du Monténégro par le sélectionneur national Ljubiša Tumbaković, pour un match amical contre la Turquie le 29 mai 2016. Lors de ce match, il entre à la 64e minute de la rencontre, à la place de Stefan Mugoša. La rencontre se solde par une défaite 1-0 des Monténégrins.

## Palmarès
- Avec le NK Maribor
  - Vainqueur de la Coupe de Slovénie en 2016

- Avec le Partizan Belgrade
  - Champion de Serbie en 2017
  - Vainqueur de la Coupe de Serbie en 2017

## Statistiques
| Saison                | Club                  | Championnat           | Championnat | Championnat | Championnat | Coupe(s) nationale(s) | Coupe(s) nationale(s) | Coupe(s) nationale(s) | Compétition(s) continentale(s) | Compétition(s) continentale(s) | Compétition(s) continentale(s) | Compétition(s) continentale(s) | Monténégro | Monténégro | Monténégro | Total | Total | Total |
| Saison                | Club                  | Division              | M.          | B.          | P.d.        | M.                    | B.                    | P.d.                  | Comp.                          | M.                             | B.                             | P.d.                           | M.         | B.         | P.d.       | M.    | B.    | P.d.  |
| 2012-2013             | FK Teleoptik (prêt)   | PrvaLiga              | 27          | 0           | 0           | 1                     | 0                     | 0                     | -                              | -                              | -                              | -                              | -          | -          | -          | 28    | 0     | 0     |
| 2014-2015             | OFK Belgrade (prêt)   | SuperLiga             | 19          | 4           | 1           | 2                     | 0                     | 0                     | -                              | -                              | -                              | -                              | -          | -          | -          | 21    | 4     | 1     |
| 2015-2016             | NK Maribor (prêt)     | Prva Liga             | 10          | 0           | 0           | 4                     | 0                     | 0                     | -                              | -                              | -                              | -                              | 1          | 0          | 0          | 15    | 0     | 0     |
| 2016-2017             | Partizan Belgrade     | SuperLiga             | 30          | 4           | 6           | 6                     | 0                     | 1                     | C3                             | 2                              | 0                              | 0                              | 2          | 0          | 2          | 40    | 4     | 9     |
| 2017-2018             | Partizan Belgrade     | SuperLiga             | 25          | 4           | 6           | 4                     | 2                     | 0                     | C1+C3                          | 4+9                            | 0+1                            | 1+2                            | 7          | 0          | 1          | 49    | 7     | 10    |
| 2018-2019             | Partizan Belgrade     | SuperLiga             | 5           | 1           | 0           | -                     | -                     | -                     | C3                             | 6                              | 1                              | 3                              | 1          | 1          | 0          | 12    | 3     | 3     |
| Total sur la carrière | Total sur la carrière | Total sur la carrière | 116         | 13          | 13          | 17                    | 2                     | 1                     | -                              | 21                             | 2                              | 6                              | 11         | 1          | 3          | 165   | 18    | 23    |